# Hans Luther

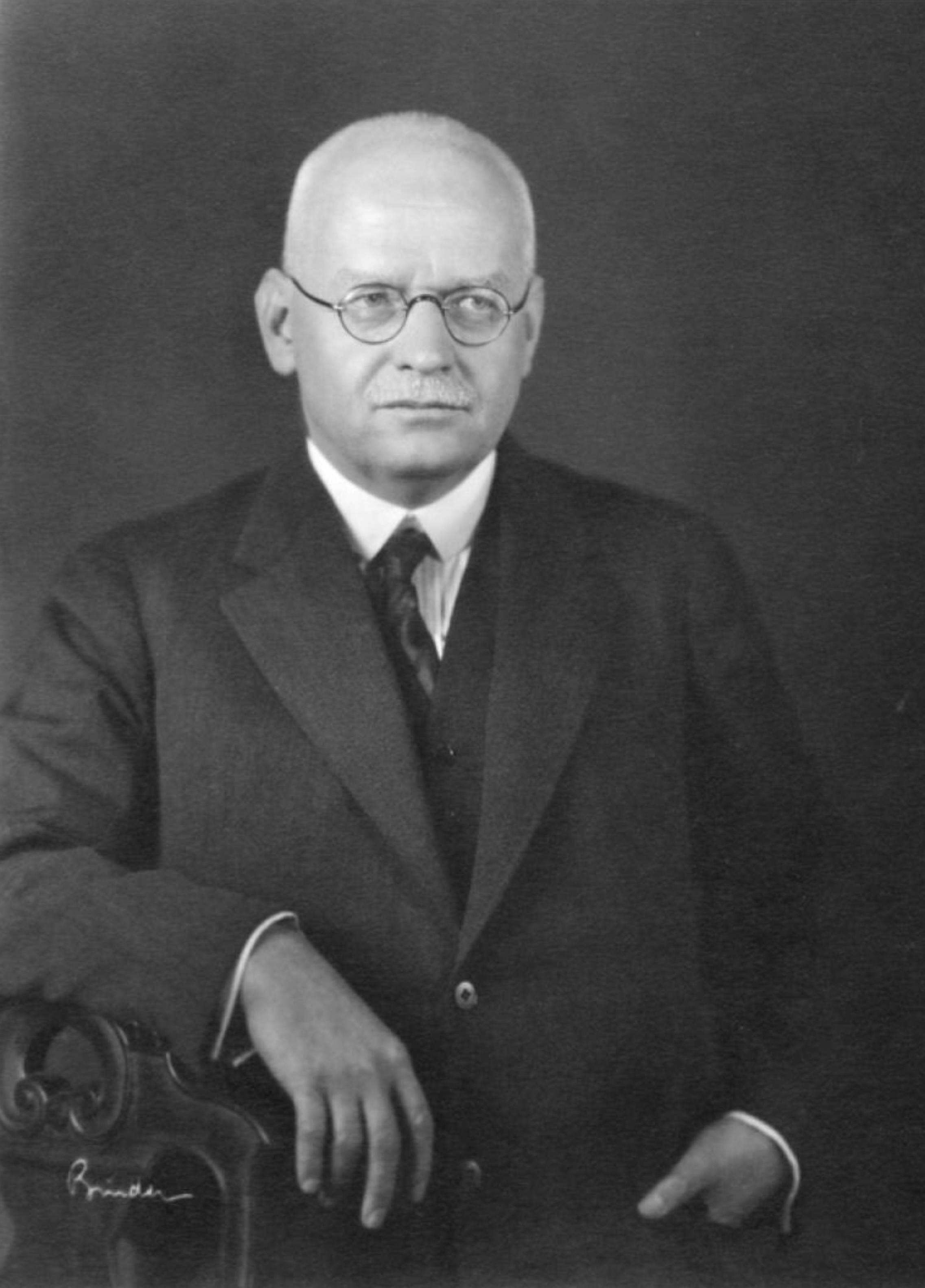
Hans Luther (etwa 1925), Fotografie von Alexander Binder

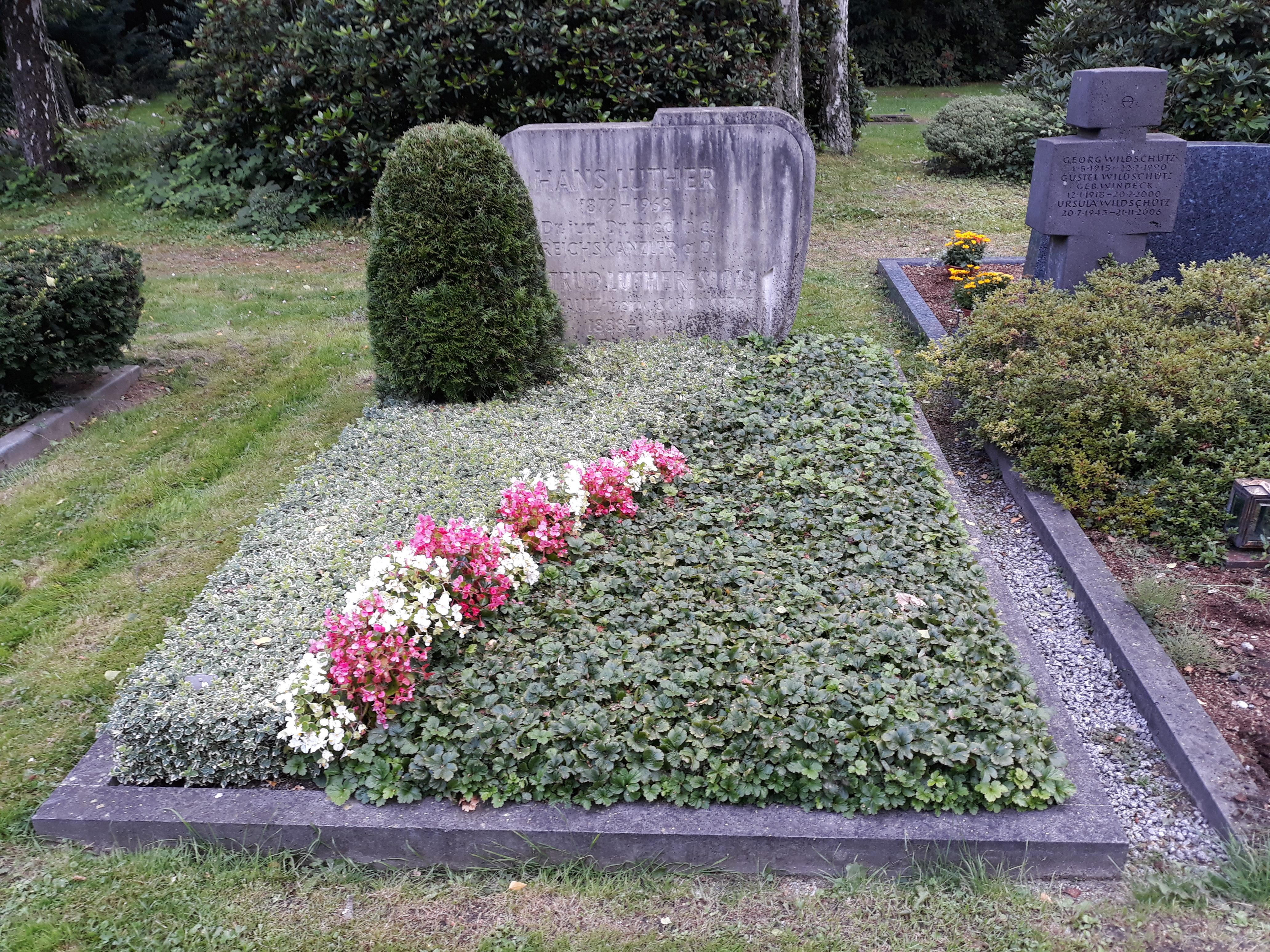
Das Grab von Hans Luther und seiner zweiten Ehefrau Gertrud, geborene Mautz, auf dem Stoffeler Friedhof in Düsseldorf

Hans Luther (anhörenⓘ) (* 10. März 1879 in Berlin; † 11. Mai 1962 in Düsseldorf) war ein deutscher Politiker und Finanzfachmann. In der Weimarer Republik amtierte er vom 20. Januar 1925 bis zum 18. Mai 1926 als Kanzler des Deutschen Reichs. Von 1930 bis 1933 war er Reichsbankpräsident.

## Leben und Werk
Hans Luther stammte aus einer mittelständischen Unternehmerfamilie. Er wuchs als ältester Sohn des Handelsrichters Otto Luther (1848–1912) und seiner Frau Wilhelmine geb. Hübner (1850–1935) auf. 1897 machte er das Abitur am humanistischen Leibnitz-Gymnasium in Berlin.

### Studium
Luther studierte Jura in Kiel und Genf sowie an der Friedrich-Wilhelms-Universität zu Berlin, an der er 1904 mit einer Arbeit über Thronstreitigkeiten und Bundesrat zum Dr. iur. promoviert wurde. Er war Mitglied in den Akademischen Turnbünden ATV Ditmarsia Kiel und ATV Kurmark Berlin.

### Kommunalpolitik
Anfangs schlug er eine Verwaltungslaufbahn ein und war ab 1907 Stadtrat in Magdeburg. 1913 war er Geschäftsführer des preußischen, bald darauf des Deutschen Städtetages. Von 1918 bis 1922 war er Oberbürgermeister von Essen. 1920 gehörte er auch dem Provinziallandtag der Rheinprovinz an. 1907 heiratete er seine erste Ehefrau Gertrud geb. Wolff (1880–1924), mit der er drei Töchter hatte. Während seiner Amtszeit in Essen gründete Luther im Jahr 1919 zusammen mit dem Bauingenieur und Technischen Redakteur Heinrich Reisner, sowie dem Chemiker Franz Fischer und dem Bankier Wilhelm von Waldthausen die noch heute bestehende „Gesellschaft für Wissenschaft und Leben im rheinisch-westfälischen Industriegebiet“ als neue „Dachgesellschaft für die wissenschaftlichen, kulturellen und wirtschaftlichen Bestrebungen“, von der Jahre später die Initiative für die Gründung des Hauses der Technik in Essen ausging.

### Reichsminister
Von Dezember 1922 bis Oktober 1923 war er als Parteiloser, der der DVP nahestand, Reichsminister für Ernährung und Landwirtschaft in den Kabinetten Cuno und Stresemann I. Anschließend war er in den Kabinetten Stresemann II (6. Oktober bis 30. November 1923), Marx I (bis 26. Mai 1924) und Marx II (bis 15. Januar 1925) Reichsfinanzminister. In dieser Funktion trug er zur Währungskonsolidierung nach der Zeit der Hyperinflation bei. Dies gelang auch dadurch, dass er die Einsetzung Hjalmar Schachts als Reichswährungskommissar erwirkte, der später als Nachfolger von Rudolf Havenstein Reichsbankpräsident wurde.

### Reichskanzler

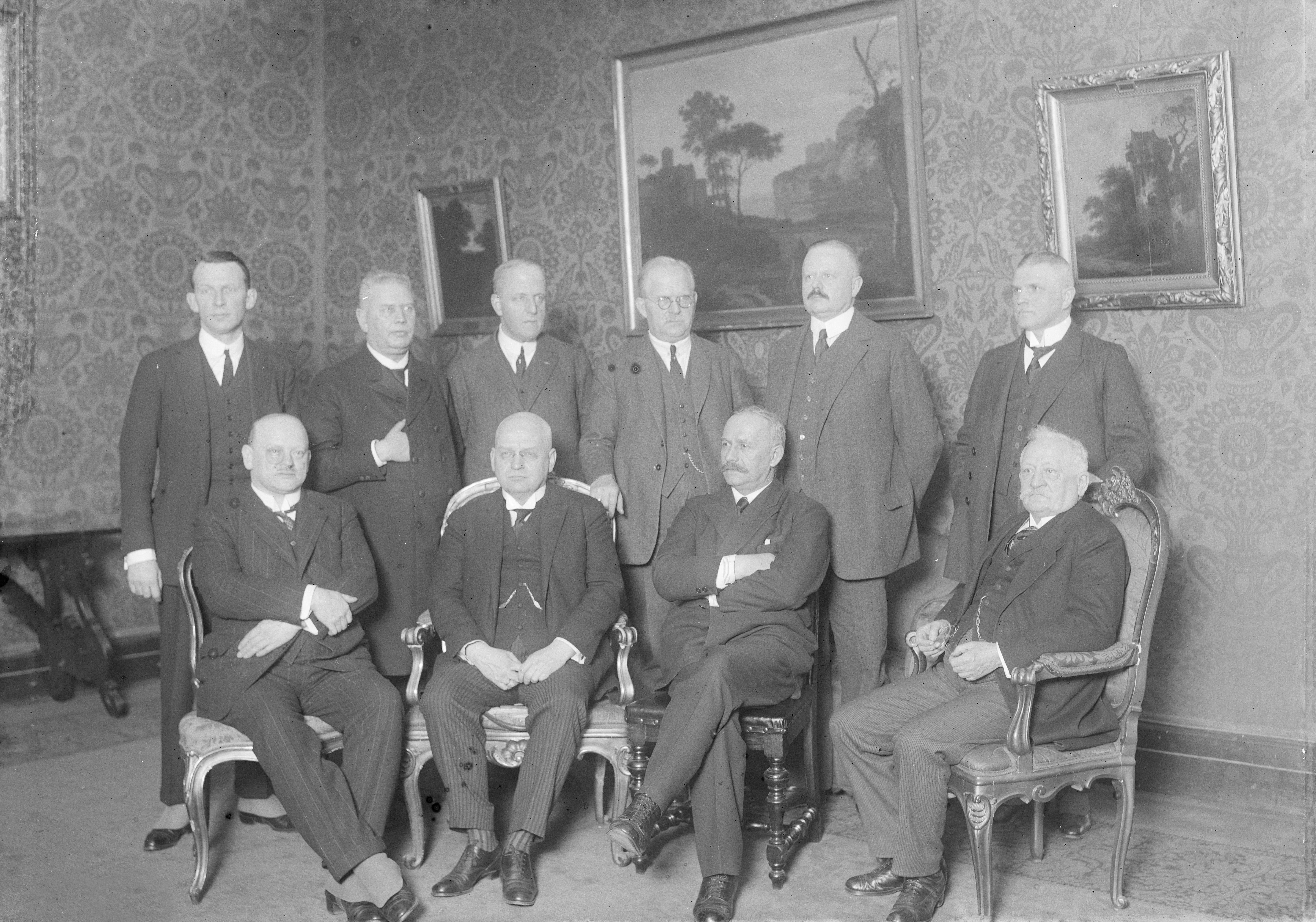
Reichskabinett Luther I 1925

Ab Januar 1925 führte Luther als Reichskanzler eine bürgerliche Koalitionsregierung (Kabinett Luther I) an, der neben Zentrum, BVP, DDP und DVP erstmals die rechtsnationale DNVP angehörte. Als Reichskanzler versuchte er, die Rechte des Parlaments zugunsten der Regierung einzuschränken. Die Koalition zerbrach nach der Unterzeichnung des Locarno-Pakts durch den Austritt der DNVP, Luther amtierte aber weiterhin als Regierungschef einer bürgerlichen Minderheitsregierung, die vom 20. Januar 1926 bis zum 18. Mai 1926 bestand (Kabinett Luther II).
Im achten Jahr der Weimarer Republik wurde das Fehlen einer nationalen Einheitlichkeit immer deutlicher. Reichspräsident von Hindenburg hatte daher das Ziel, wenigstens ein Minimum an Identifikation mit dem aus der Monarchie entstandenen Staatsgebilde zu schaffen. Zu diesem Zweck wandte er sich der Nationalflagge zu. Artikel 3 Weimarer Reichsverfassung lautete: „Die Reichsfarben sind Schwarz-Rot-Gold. Die Handelsflagge ist Schwarz-Weiß-Rot mit den Reichsfarben in der linken oberen Ecke.“ (Siehe Gösch).
Somit gab es unterschiedliche Flaggen für die amtlichen Reichsvertretungen im Ausland und die deutschen Handelsschiffe. Um diese Dualität zu beenden, bat Hindenburg Luther eine entsprechende Flaggenverordnung zu erlassen, wonach die schwarz-rot-goldene Gösch zur See eingeführt werden sollte. Luther folgte diesem Wunsch und löste dadurch starke Proteste sowohl unter Politikern wie auch bei der übrigen Bevölkerung aus. Der Reichspräsident versuchte in diesen Konflikt beschwichtigend einzugreifen. Er verfasste am 9. Mai 1926 einen offenen Brief an Luther. Darin betonte er, Absicht der Änderung sei nur gewesen, im Ausland den bestehenden Flaggenstreit zu beenden. Nichts habe ihm ferner gelegen, als die durch die Verfassung bestimmten Nationalfarben zu beseitigen. Dieses Schreiben verschlimmerte Luthers Situation jedoch mehr, als es half. Nun wurde ihm noch zusätzlich der Vorwurf gemacht, er habe das Dokument verfassen lassen, um die politische Verantwortung zu verschieben. So bedrängt, taktierte der Kanzler unglücklich. Zunächst ließ er durchblicken, die Verordnung bleibe zwar existent, werde jedoch keine Anwendung finden. Als jedoch die DNVP insistierte, äußerte er sich genau gegenteilig. Da er nun alle politischen Lager brüskiert hatte, kam es im Parlament zu einem Misstrauensvotum, wodurch der Reichskanzler am 12. Mai 1926 stürzte. Es folgte das Kabinett Marx III.

### Rückzug aus der Politik
Luther, der dieses Ereignis selbst bisweilen als „Fenstersturz“ bezeichnete, zog sich daraufhin aus der aktiven Politik zurück. Kurze Zeit später wurde er in den Verwaltungsrat der Reichsbahn-Gesellschaft berufen. Er selbst schätzte die Übertragung einer solch wichtigen Position als eine der Freundlichkeiten des Kabinetts Marx ein, mit denen es ihn beim Start in eine neue Karriere unterstützen wollte. Dementsprechend ist von seiner Tätigkeit auch nur erwähnenswert, dass er sich um die Abschaffung der dritten und vierten Klasse in Personenwagen bemühte. Allerdings war sein Engagement hier nur ansatzweise erfolgreich. Zwar wurde die vierte Klasse zum 7. Oktober 1928 abgeschafft, die dritte Klasse jedoch beibehalten. Die Einführung des noch heute gültigen Zwei-Klassen-Systems erfolgte europaweit erst nach dem Zweiten Weltkrieg im Jahr 1956. Etwa zwei Jahre nach seinem Antritt musste er die Position wieder verlassen, da Preußen seinen Platz beanspruchte. Luther legte sein Amt jedoch erst nieder, nachdem er einen Prozess vor dem Staatsgerichtshof verloren hatte.
In der Folgezeit übernahm er eine Reihe von Aufgaben in Aufsichtsräten und sonstigen Bereichen der Finanz- und industriellen Wirtschaft. Vor allem aber widmete er sich dem Bund zur Erneuerung des Reiches. Im Januar 1928 konstituiert, war Luther hier sowohl Gründungsmitglied als auch der erste Vorsitzende in der Geschichte des Bundes. In der Öffentlichkeit wurde diese Reichsreformvereinigung später häufig als „Lutherbund“ bezeichnet. Zentrales Ziel war es, die vorhandene Spaltung des Staatswesens und Preußen zu überwinden. Es wurde unterstellt, Preußen verfolge in dem bestehenden nationalen Konstrukt eine hegemonialstaatliche Orientierung zum Schaden der gesamten Nation. Vorgeschlagen wurde eine umfassende Aufteilung und Entmachtung: Preußen sollte zwar um seiner historischen Bedeutung willen seinen Staatsbegriff und sein Staatseigentum behalten dürfen, aber in mehrere unabhängige Gebiete zerlegt werden, die den Titel Reichslandprovinzen erhalten sollten. Diese Gebilde hätten die realen staats- und verwaltungstechnischen Befugnisse ausgeübt. Eine feste neue Arbeit, wie er es selbst bezeichnete, fand er erst, als er 1929 in die Gemeinschaftsdirektion der 1924 entstandenen Gemeinschaftsgruppe deutscher Hypotheken-Banken berufen wurde. Diese Position gab ihm die Möglichkeit, tiefen Einblick sowohl in die Struktur der Mitglieder als auch andere deutsche Institute zu nehmen.

### Reichsbankpräsident

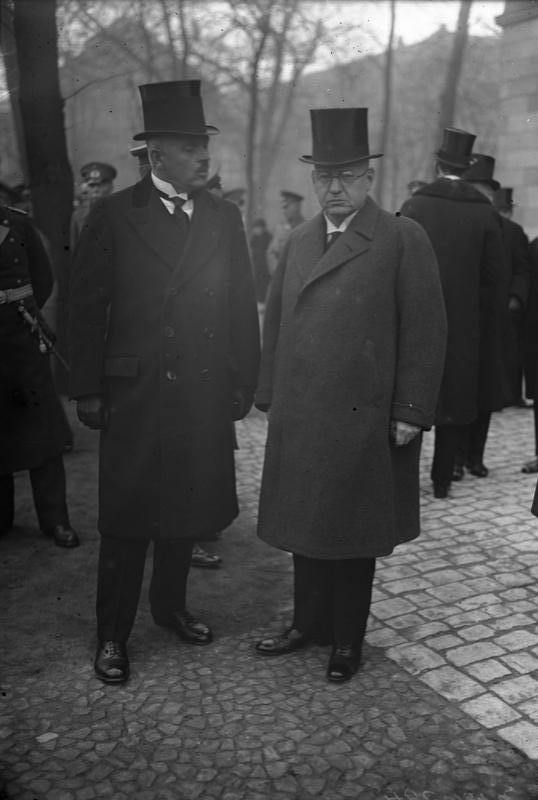
Otto Geßler (links) und Hans Luther (rechts)

Luther war erst seit einem dreiviertel Jahr Mitglied dieses Gremiums, als Hjalmar Schacht sein Amt als Reichsbankpräsident niederlegte. Im Interesse der Währung versuchte das Reichskabinett um Kanzler Müller, zügig einen Nachfolger zu finden. Zwei Kandidaten standen zur Wahl. Neben Luther war auch der Name Carl Melchiors ins Spiel gebracht worden. Es kam zu einer Kabinettsaussprache, in der jeder Minister seinen persönlichen Favoriten mit Begründung benennen musste. Die Mehrheit war der Meinung, dass Schachts Nachfolger weder Sozialdemokrat noch Jude sein sollte, womit Melchior aus dem Rennen war. Luther wurde am 11. März 1930 in den Generalrat der Reichsbank gewählt. Am darauffolgenden Tag wurde er zum Reichsbankpräsidenten ernannt. Um den möglichen Eindruck von Interessenkonflikten zu vermeiden, schied er aus der Gemeinschaftsdirektion aus und trat auch vom Vorsitz des Bundes zur Erneuerung des Reiches zurück. Nachfolger Luthers an der Spitze des Bundes waren Siegfried von Roedern, der ab 1935 der NSDAP angehörte, sowie anschließend der ehemalige Reichswehrminister Otto Geßler.
Luther war ab Beginn seiner neuen Tätigkeit umstritten. Im Vergleich mit seinem Vorgänger Schacht galt er als führungsschwach und zu sehr vom Reichsbankdirektorium abhängig. Außerdem wurde kritisiert, dass er keine Bankkarriere vorweisen konnte, sondern einen politischen Hintergrund besaß, was Zweifel an seiner fachlichen Eignung hervorrief. Hans Luther selbst war sich bewusst, dass auch Mitglieder des von ihm geführten Direktoriums solche Vorbehalte teilten. Negative Auswirkungen auf die Loyalität ihm gegenüber und auf seine Arbeit im Allgemeinen konnte er allerdings nicht feststellen.
Am 27. März 1930 trat das Kabinett Müller II zurück und Heinrich Brüning wurde Reichskanzler. Obwohl Brünings Arbeitsstil eher durch Distanz und Zurückhaltung geprägt war, entwickelte sich zwischen ihm und Luther ein enges Verhältnis. Auf Einladung des Reichskanzlers nahm der Reichsbankpräsident an den Beratungen des Kabinetts teil. Auf diese Weise konnten schnell wichtige Abstimmungen zwischen der Zentralnotenbank und der politischen Leitung des Reiches erreicht werden.
Seine wohl größte Bewährungsprobe im Amt des Reichsbankpräsidenten hatte Luther im Rahmen der Banken- und Kreditkrise des Sommers 1931. Schon lange bevor sie eintrat, hatte er vor den Gefahren gewarnt, die sich daraus ergaben, dass die sogenannte „goldene Bankregel“ im deutschen Kreditwesen der damaligen Zeit verletzt wurde. Nach dieser Regel soll sich die Verfügungsdauer eines aufgenommenen Kapitals mit seinem Rückflusszeitpunkt decken. Das Abziehen von Geldern auslaufender Darlehen durch das Ausland ohne Devisenzufluss in gleicher Größenordnung hätte somit eine Finanzierungslücke verursacht. Obwohl diese Fakten bekannt waren, wurden Reichsregierung und Zentralbank vom tatsächlichen Eintreten der Krise völlig überrascht.
Um zu erklären, wie es zu dieser Krise kommen konnte, lassen sich verschiedene auslösende Faktoren anführen. Der erste Anstoß entstand durch den Zusammenbruch der größten österreichischen Privatbank am 11. Mai 1931. Die Relevanz dieses Ereignisses ergab sich für das Deutsche Reich durch die zu diesem Zeitpunkt stattfindenden Verhandlungen über eine deutsch-österreichische Zollunion. Deshalb plädierte Außenminister Curtius für eine deutsche Beteiligung bei der Rettung der Bank. Über die Zollunionspläne tobte aber ohnehin ein erbitterter diplomatischer Streit, der durch dieses Ansinnen nur noch verstärkt wurde. Zwar konnte die Kreditanstalt gerettet werden, allerdings war das internationale Vertrauen in Deutschland durch diesen politischen Schachzug stark beschädigt. Der zweite wichtige Faktor waren Auseinandersetzungen über die Zweckmäßigkeit eines Revisionsschrittes bezüglich der Reparationsfrage. Ziel war es, die Belastungen, die das deutsche Reich als Entschädigungen und Wiedergutmachungsleistungen für die Folgen des Ersten Weltkriegs zu leisten hatte, zu vermindern. Zwar gelang es den Gegnern der Revision den Reichskanzler zu überzeugen, allerdings formulierte die Reichsregierung die Begleiterklärung zur Notverordnung vom 5. Juni 1931 gegen den ausdrücklichen Willen Luthers unglücklich, so dass außerhalb der deutschen Grenzen Zweifel an den wirklichen Zielen des Reiches aufkamen. In der Folge zog sich das ausländische Kapital zurück.
Die wirtschaftlichen Konsequenzen waren enorm. Die Devisenabzüge, die die Reichsbank zu verzeichnen hatte, waren so hoch, dass die gesetzlich zulässige Deckungsgrenze unterschritten wurde. Auch kamen verschiedene Geldinstitute in wirtschaftliche Bedrängnis. So mussten unter anderem die DANAT-Bank und die Dresdner Bank ihre Zahlungsunfähigkeit anmelden. Luther stimmte sich mit dem Reichskabinett dahingehend ab, dass zur Sicherung der Lage der 14. und 15. Juli 1931 zu Bankfeiertagen erklärt wurden und die Bankschalter an diesen Tagen geschlossen blieben. Bezüglich der Deckungsunterschreitung versuchte er, die Präsidenten der bedeutendsten europäischen Zentralbanken davon zu überzeugen, Deutschland einen Rediskontkredit zu gewähren. Allerdings waren diese Bemühungen erfolglos. Letztlich wurden die entscheidenden Maßnahmen zur Überwindung der Krise auf politischer Ebene gefunden.
Durch seine Bereitschaft zur massiven Kreditaufnahme unterstützte er das Arbeitsbeschaffungsprogramm Adolf Hitlers, sprach sich aber dagegen aus, dass auch zur Aufrüstung verstärkt Kredite aufgenommen werden sollten.
Am 17. März 1933 wurde er durch Hjalmar Schacht abgelöst.
Während seiner Tätigkeit als Reichsbankpräsident wurde Luther vermutlich wegen seiner umstrittenen Geldpolitik am 9. April 1932 auf dem Potsdamer Bahnhof bei einem Pistolenattentat durch den Rechtsanwalt Max Roosen und einen Komplizen leicht verletzt.

### Botschafter des Deutschen Reichs
In der Zeit des Nationalsozialismus war Luther vom 15. April 1933 bis 1937 als Nachfolger des zurückgetretenen Friedrich-Wilhelm von Prittwitz und Gaffron deutscher Botschafter in den USA.

### Nachkriegszeit
Nach dem Zweiten Weltkrieg war er in verschiedenen Funktionen an der Ausgestaltung des bundesrepublikanischen Bankenwesens und von 1952 bis 1955 als Vorsitzender des Sachverständigen-Ausschusses für die Neugliederung des Bundesgebietes an der Erörterung der Ländergliederung beteiligt.
Ebenfalls ab 1952 arbeitete Luther als Honorarprofessor für politische Wissenschaften an der Hochschule für Politik München. 1953 heiratete er in zweiter Ehe Gertrud Mautz. 1960 veröffentlichte er unter dem Titel „Politiker ohne Partei“ seine Memoiren.

## Trivia
Nach ihm wurde die Hans-Luther-Allee in Essen benannt.
Hans Luther war ein Nachkomme von Jacob Luther, einem Bruder Martin Luthers.
Sein Nachlass befindet sich im Bundesarchiv.

## Schriften (Auswahl)
- Von Deutschlands eigener Kraft, Verlag von Georg Stilke, Berlin 1927.
- Politiker ohne Partei, Stuttgart. 1960.
- Vor dem Abgrund 1930–1933. Reichsbankpräsident in Krisenzeiten, Propyläen, Berlin 1964.